# Craig Mazin
Craig Mazin, född 1971, är en amerikansk manusförfattare. Han är framförallt känd för de prisbelönade TV-serierna Chernobyl och The Last of Us.

## Filmografi (i urval)
- 2008 – Superhero Movie
- 2019 – Chernobyl (TV-serie)
- 2023 – The Last of Us (TV-serie)